# Magyarország a 2010-es úszó-Európa-bajnokságon
Magyarország a Budapesten megrendezett 2010-es úszó-Európa-bajnokság egyik részt vevő nemzete volt.

## Versenyzők száma
| Sportág, szakág  | Magyar résztvevő | Magyar résztvevő | Magyar résztvevő |
| Sportág, szakág  | Férfi            | Nő               | Össz.            |
| Úszás            | 29               | 31               | 60               |
| Nyílt vízi úszás | 3                | 4                | 7                |
| Műugrás          | 4                | 5                | 9                |
| Szinkronúszás    | –                | 12               | 12               |
| Összesen         | 36               | 51*              | 87*              |

- Balogh Vanessa úszásban és nyílt vízi úszásban is indult.

## Érmesek
| Érem  | Versenyző                                                | Versenyszám | Versenyszám     | Dátum         |
| ----- | -------------------------------------------------------- | ----------- | --------------- | ------------- |
| Arany | Cseh László                                              | úszás       | 200 m vegyes    | augusztus 11. |
| Arany | Hosszú Katinka                                           | úszás       | 200 m vegyes    | augusztus 12. |
| Arany | Gyurta Dániel                                            | úszás       | 200 m mell      | augusztus 12. |
| Arany | Mutina Ágnes Dara Eszter Hosszú Katinka Verrasztó Evelyn | úszás       | 4 × 200 m gyors | augusztus 12. |
| Arany | Hosszú Katinka                                           | úszás       | 200 m pillangó  | augusztus 15. |
| Arany | Cseh László                                              | úszás       | 400 m vegyes    | augusztus 15. |
| Ezüst | Hosszú Katinka                                           | úszás       | 400 m vegyes    | augusztus 9.  |
| Ezüst | Verrasztó Evelyn                                         | úszás       | 200 m vegyes    | augusztus 12  |
| Ezüst | Jakabos Zsuzsanna                                        | úszás       | 200 m pillangó  | augusztus 15. |
| Ezüst | Verrasztó Dávid                                          | úszás       | 400 m vegyes    | augusztus 15. |
| Bronz | Kis Gergő                                                | úszás       | 400 m gyors     | augusztus 9.  |
| Bronz | Jakabos Zsuzsanna                                        | úszás       | 400 m vegyes    | augusztus 9.  |
| Bronz | Mutina Ágnes                                             | úszás       | 200 m gyors     | augusztus 14. |
| Bronz | Barta Nóra                                               | műugrás     | 3 m műugrás     | augusztus 14. |

## Úszás
Férfi
| Versenyző                                                | Versenyszám      | Előfutam | Előfutam | Előfutam | Elődöntő     | Elődöntő     | Elődöntő     | Döntő    | Döntő    |
| Versenyző                                                | Versenyszám      | Idő      | Hely.    | Össz.    | Idő          | Hely.        | Össz.        | Idő      | Helyezés |
| -------------------------------------------------------- | ---------------- | -------- | -------- | -------- | ------------ | ------------ | ------------ | -------- | -------- |
| Balog Gábor                                              | 50 m hát         | 26,77    | 1.       | 27.      | kiesett      | kiesett      | kiesett      | kiesett  | kiesett  |
| Balog Gábor                                              | 100 m hát        | 56,81    | 2.       | 27.      | kiesett      | kiesett      | kiesett      | kiesett  | kiesett  |
| Balog Gábor                                              | 200 m hát        | 2:00,72  | 3.       | 11.      | 2:01,20      | 8.           | 14.          | kiesett  | kiesett  |
| Bátka Bálint                                             | 100 m pillangó   | 55,32    | 4.       | 44.      | kiesett      | kiesett      | kiesett      | kiesett  | kiesett  |
| Bátka Bálint                                             | 200 m pillangó   | 2:01,48  | 7.       | 21.      | kiesett      | kiesett      | kiesett      | kiesett  | kiesett  |
| Bodor Richárd                                            | 50 m mell        | 28,14    | 4.       | 17.      | 28,35        | 8.           | 16.          | kiesett  | kiesett  |
| Bodor Richárd                                            | 100 m mell       | 1:01,52  | 4.       | 11.      | 1:01,66      | 8.           | 15.          | kiesett  | kiesett  |
| Bodor Richárd                                            | 200 m mell       | 2:14,24  | 6.       | 14.      | kiesett      | kiesett      | kiesett      | kiesett  | kiesett  |
| Bohus Richárd                                            | 50 m hát         | 26,50    | 8.       | 26.      | kiesett      | kiesett      | kiesett      | kiesett  | kiesett  |
| Bohus Richárd                                            | 100 m hát        | 58,39    | 4.       | 37.      | kiesett      | kiesett      | kiesett      | kiesett  | kiesett  |
| Csáki János                                              | 50 m hát         | 27,56    | 7.       | 38.      | kiesett      | kiesett      | kiesett      | kiesett  | kiesett  |
| Cseh László                                              | 200 m vegyes     | 1:58,76  | 1.       | 1.       | 1:58,33      | 1.           | 1.           | 1:57,73  |          |
| Cseh László                                              | 400 m vegyes     | 4:14,01  | 1.       | 1.       |              |              |              | 4:10,95  |          |
| Dajka Ádám                                               | 200 m hát        | 2:06,75  | 5.       | 30.      | kiesett      | kiesett      | kiesett      | kiesett  | kiesett  |
| Financsek Gábor                                          | 50 m mell        | 28,12    | 3.       | 16.      | 28,02        | 8.           | 15.          | kiesett  | kiesett  |
| Financsek Gábor                                          | 100 m mell       | 1:02,27  | 2.       | 31.      | kiesett      | kiesett      | kiesett      | kiesett  | kiesett  |
| Gercsák Balázs                                           | 200 m gyors      | 1:51,40  | 6.       | 30.      | kiesett      | kiesett      | kiesett      | kiesett  | kiesett  |
| Gercsák Balázs                                           | 400 m gyors      | 3:55,62  | 3.       | 21.      |              |              |              | kiesett  | kiesett  |
| Gercsák Balázs                                           | 200 m pillangó   | 1:59,06  | 4.       | 7.       | 1:59,89      | 7.           | 13.          | kiesett  | kiesett  |
| Gercsák Tamás                                            | 200 m mell       | 2:19,85  | 5.       | 30.      | kiesett      | kiesett      | kiesett      | kiesett  | kiesett  |
| Gyurta Dániel                                            | 100 m mell       | 1:01,34  | 2.       | 7.       | 1:00,56      | 2.           | 3.           | 1:00,64  | 4.       |
| Gyurta Dániel                                            | 200 m mell       | 2:10,70  | 1.       | 1.       | 2:10,11      | 1.           | 1.           | 2:08,95  |          |
| Gyurta Gergely                                           | 800 m gyors      | 7:59,13  | 2.       | 7.       |              |              |              | 7:59,95  | 8.       |
| Gyurta Gergely                                           | 1500 m gyors     | 15:12,46 | 4.       | 7.       |              |              |              | 15:19,27 | 7.       |
| Gyurta Gergely                                           | 400 m vegyes     | 4:21,35  | 3.       | 11.      |              |              |              | kiesett  | kiesett  |
| Horváth Zoltán                                           | 50 m gyors       | 23,68    | 2.       | 50.      | kiesett      | kiesett      | kiesett      | kiesett  | kiesett  |
| Horváth Zoltán                                           | 50 m mell        | 28,26    | 4.       | 22.      | kiesett      | kiesett      | kiesett      | kiesett  | kiesett  |
| Horváth Zoltán                                           | 50 m pillangó    | 24,99    | 4.       | 38.      | kiesett      | kiesett      | kiesett      | kiesett  | kiesett  |
| Hős Péter                                                | 50 m pillangó    | 24,58    | 1.       | 22.      | kiesett      | kiesett      | kiesett      | kiesett  | kiesett  |
| Hős Péter                                                | 100 m pillangó   | 54,03    | 2.       | 33.      | kiesett      | kiesett      | kiesett      | kiesett  | kiesett  |
| Keresztes Mátyás                                         | 100 m gyors      | 23,95    | 8.       | 56.      | kiesett      | kiesett      | kiesett      | kiesett  | kiesett  |
| Keresztes Mátyás                                         | 100 m gyors      | 51,59    | 8.       | 52.      | kiesett      | kiesett      | kiesett      | kiesett  | kiesett  |
| Keresztes Mátyás                                         | 200 m gyors      | 1:56,81  | 7.       | 42.      | kiesett      | kiesett      | kiesett      | kiesett  | kiesett  |
| Király Attila                                            | 100 m hát        | 58,75    | 6.       | 39.      | kiesett      | kiesett      | kiesett      | kiesett  | kiesett  |
| Kis Gergő                                                | 400 m gyors      | 3:50,67  | 2.       | 6.       |              |              |              | 4:48,14  |          |
| Kis Gergő                                                | 800 m gyors      | 7:55,87  | 1.       | 3.       |              |              |              | 7:51,93  | 4.       |
| Kis Gergő                                                | 400 m vegyes     | 4:14,76  | 1.       | 3.       |              |              |              | kiesett  | kiesett  |
| Kovács Norbert                                           | 200 m gyors      | 1:51,83  | 2.       | 31.      | kiesett      | kiesett      | kiesett      | kiesett  | kiesett  |
| Kovács Norbert                                           | 400 m gyors      | 3:58,04  | 6.       | 26.      |              |              |              | kiesett  | kiesett  |
| Kovács Norbert                                           | 100 m pillangó   | 55,12    | 2.       | 42.      | kiesett      | kiesett      | kiesett      | kiesett  | kiesett  |
| Kovács Norbert                                           | 200 m pillangó   | 2:00,80  | 6.       | 18.      | kiesett      | kiesett      | kiesett      | kiesett  | kiesett  |
| Kozma Dominik                                            | 50 m gyors       | 22,51    | 1.       | 11.      | 22,33        | 6.           | 10.          | kiesett  | kiesett  |
| Kozma Dominik                                            | 100 m gyors      | 49,79    | 7.       | 17.      | 49,25        | 6.           | 10.          | kiesett  | kiesett  |
| Kozma Dominik                                            | 200 m gyors      | 1:50,38  | 7.       | 18.      | visszalépett | visszalépett | visszalépett | kiesett  | kiesett  |
| Makány Balázs                                            | 100 m gyors      | 50,17    | 2.       | 24.      | kiesett      | kiesett      | kiesett      | kiesett  | kiesett  |
| Molnár Ákos                                              | 100 m mell       | 1:01,56  | 5.       | 13.      | kiesett      | kiesett      | kiesett      | kiesett  | kiesett  |
| Molnár Ákos                                              | 200 m mell       | 2:12,61  | 2.       | 6.       | 2:12,08      | 3.           | 7.           | 2:12,76  | 8.       |
| Nagy Péter                                               | 200 m hát        | 2:03,80  | 8.       | 26.      | kiesett      | kiesett      | kiesett      | kiesett  | kiesett  |
| Nagy Péter                                               | 200 m vegyes     | 2:02,62  | 7.       | 16.      | kiesett      | kiesett      | kiesett      | kiesett  | kiesett  |
| Pulai Bence                                              | 50 m pillangó    | 25,15    | 7.       | 44.      | kiesett      | kiesett      | kiesett      | kiesett  | kiesett  |
| Pulai Bence                                              | 100 m pillangó   | 54,24    | 6.       | 36.      | kiesett      | kiesett      | kiesett      | kiesett  | kiesett  |
| Pulai Bence                                              | 200 m pillangó   | 1:59,94  | 3.       | 13.      | 2:00,94      | 8.           | 16.          | kiesett  | kiesett  |
| Pulai Bence                                              | 200 m vegyes     | 2:05,35  | 8.       | 29.      | kiesett      | kiesett      | kiesett      | kiesett  | kiesett  |
| Rákos Patrik                                             | 400 m gyors      | 4:07,29  | 7.       | 29.      |              |              |              | kiesett  | kiesett  |
| Rákos Patrik                                             | 1500 m gyors     | 16:03,98 | 6.       | 20.      |              |              |              | kiesett  | kiesett  |
| Szele Dávid                                              | 50 m mell        | 28,92    | 7.       | 36.      | kiesett      | kiesett      | kiesett      | kiesett  | kiesett  |
| Szilágyi Ádám                                            | 50 m hát         | 26,28    | 7.       | 24.      | kiesett      | kiesett      | kiesett      | kiesett  | kiesett  |
| Szilágyi Ádám                                            | 100 m hát        | 56,58    | 8.       | 23.      | kiesett      | kiesett      | kiesett      | kiesett  | kiesett  |
| Takács Krisztián                                         | 50 m gyors       | 22,65    | 5.       | 15.      | 22,27 22,12* | 5. 2.        | 8. 9.        | kiesett  | kiesett  |
| Takács Krisztián                                         | 100 m gyors      | 49,91    | 4.       | 18.      | 49,69        | 7.           | 15.          | kiesett  | kiesett  |
| Takács Krisztián                                         | 50 m pillangó    | 24,36    | 6.       | 17.      | 24,37        | 7.           | 14.          | kiesett  | kiesett  |
| Verrasztó Dávid                                          | 200 m hát        | 2:01,08  | 5.       | 12.      | visszalépett | visszalépett | visszalépett | kiesett  | kiesett  |
| Verrasztó Dávid                                          | 200 m vegyes     | 2:00,77  | 3.       | 6.       | 2:00,43      | 4.           | 6.           | 2:00,72  | 6.       |
| Verrasztó Dávid                                          | 400 m vegyes     | 4:14,73  | 2.       | 2.       |              |              |              | 4:12,96  |          |
| Kozma Dominik Takács Krisztián Cseh László Makány Balázs | 4 × 100 m gyors  | 3:18,06  | 2.       | 6.       |              |              |              | 3:18,01  | 6.       |
| Kozma Dominik Gercsák Balázs Kovács Norbert Nagy Péter   | 4 × 200 m gyors  | 7:27,06  | 5.       | 10.      |              |              |              | kiesett  | kiesett  |
| Szilágyi Ádám Gyurta Dániel Hős Péter Kozma Dominik      | 4 × 100 m vegyes | 3:38,77  | 3.       | 8.       |              |              |              | 3:38,73  | 7.       |

*Szétúszásban
Női
| Versenyző                                                                  | Versenyszám      | Előfutam | Előfutam | Előfutam | Elődöntő | Elődöntő | Elődöntő | Döntő   | Döntő    |
| Versenyző                                                                  | Versenyszám      | Idő      | Hely.    | Össz.    | Idő      | Hely.    | Össz.    | Idő     | Helyezés |
| -------------------------------------------------------------------------- | ---------------- | -------- | -------- | -------- | -------- | -------- | -------- | ------- | -------- |
| Balogh Vanessa                                                             | 800 m gyors      | 9:03,24  | 7.       | 22.      |          |          |          | kiesett | kiesett  |
| Balogh Vanessa                                                             | 1500 m gyors     | 17:06,73 | 6.       | 19.      |          |          |          | kiesett | kiesett  |
| Bor Katalin                                                                | 200 m mell       | 2:36,89  | 1.       | 24.      | kiesett  | kiesett  | kiesett  | kiesett | kiesett  |
| Bordás Beatrix                                                             | 50 m pillangó    | 27,19    | 4.       | 16.      | 27,15    | 7.       | 14.      | kiesett | kiesett  |
| Bordás Beatrix                                                             | 100 m pillangó   | 1:01,08  | 3.       | 24.      | kiesett  | kiesett  | kiesett  | kiesett | kiesett  |
| Böszörményi Borbála                                                        | 50 m mell        | 34,50    | 4.       | 33.      | kiesett  | kiesett  | kiesett  | kiesett | kiesett  |
| Böszörményi Borbála                                                        | 100 m mell       | 1:14,23  | 7.       | 45.      | kiesett  | kiesett  | kiesett  | kiesett | kiesett  |
| Böszörményi Borbála                                                        | 200 m mell       | 2:38,02  | 7.       | 30.      | kiesett  | kiesett  | kiesett  | kiesett | kiesett  |
| Bucz Eszter                                                                | 200 m mell       | 2:37,11  | 2.       | 27.      | kiesett  | kiesett  | kiesett  | kiesett | kiesett  |
| Czifra Cecília                                                             | 50 m mell        | 33,64    | 2.       | 26.      | kiesett  | kiesett  | kiesett  | kiesett | kiesett  |
| Csehó Judit                                                                | 50 m mell        | 34,64    | 6.       | 36.      | kiesett  | kiesett  | kiesett  | kiesett | kiesett  |
| Dara Eszter                                                                | 100 m gyors      | 55,66    | 1.       | 16.      | kiesett  | kiesett  | kiesett  | kiesett | kiesett  |
| Dara Eszter                                                                | 200 m gyors      | 2:06,25  | 8.       | 39.      | kiesett  | kiesett  | kiesett  | kiesett | kiesett  |
| Dara Eszter                                                                | 100 m hát        | 1:03,62  | 8.       | 28.      | kiesett  | kiesett  | kiesett  | kiesett | kiesett  |
| Dara Eszter                                                                | 50 m pillangó    | 26,94    | 4.       | 10.      | 26,92    | 6.       | 12.      | kiesett | kiesett  |
| Dara Eszter                                                                | 100 m pillangó   | 59,30    | 4.       | 11.      | 58,99    | 5.       | 8.       | 58,79   | 6.       |
| Dara Eszter                                                                | 200 m pillangó   | 2:12,50  | 5.       | 15.      | kiesett  | kiesett  | kiesett  | kiesett | kiesett  |
| Fehérvári Júlia                                                            | 50 m gyors       | 26,30    | 1.       | 30.      | kiesett  | kiesett  | kiesett  | kiesett | kiesett  |
| Fehérvári Júlia                                                            | 100 m gyors      | 57,77    | 7.       | 46.      | kiesett  | kiesett  | kiesett  | kiesett | kiesett  |
| Gregus Brigitta                                                            | 100 m mell       | 1:11,87  | 1.       | 32.      | kiesett  | kiesett  | kiesett  | kiesett | kiesett  |
| Hosszú Katinka                                                             | 200 m pillangó   | 2:08,80  | 1.       | 1.       | 2:07,92  | 1.       | 1.       | 2:06,71 |          |
| Hosszú Katinka                                                             | 200 m vegyes     | 2:12,30  | 2.       | 2.       | 2:11,84  | 1.       | 2.       | 2:10,09 |          |
| Hosszú Katinka                                                             | 400 m vegyes     | 4:40,61  | 1.       | 3.       |          |          |          | 4:36,43 |          |
| Jakabos Zsuzsanna                                                          | 200 m pillangó   | 2:09,02  | 1.       | 2.       | 2:08,18  | 1.       | 3.       | 2:07,06 |          |
| Jakabos Zsuzsanna                                                          | 200 m vegyes     | 2:14,33  | 3.       | 7.       | kiesett  | kiesett  | kiesett  | kiesett | kiesett  |
| Jakabos Zsuzsanna                                                          | 400 m vegyes     | 4:42,00  | 3.       | 6.       |          |          |          | 4:37,92 |          |
| Joó Sára                                                                   | 50 m hát         | 30,28    | 2.       | 30.      | kiesett  | kiesett  | kiesett  | kiesett | kiesett  |
| Joó Sára                                                                   | 100 m hát        | 1:05,14  | 5.       | 39.      | kiesett  | kiesett  | kiesett  | kiesett | kiesett  |
| Joó Sára                                                                   | 50 m pillangó    | 28,70    | 7.       | 34.      | kiesett  | kiesett  | kiesett  | kiesett | kiesett  |
| Kádas Vivien                                                               | 400 m gyors      | 4:19,82  | 7.       | 21.      |          |          |          | kiesett | kiesett  |
| Kádas Vivien                                                               | 800 m gyors      | 8:46,92  | 6.       | 17.      |          |          |          | kiesett | kiesett  |
| Kádas Vivien                                                               | 1500 m gyors     | 16:52,73 | 6.       | 18.      |          |          |          | kiesett | kiesett  |
| Kiss Adél                                                                  | 100 m pillangó   | 1:03,98  | 7.       | 41.      | kiesett  | kiesett  | kiesett  | kiesett | kiesett  |
| Kiss Dóra                                                                  | 400 m gyors      | 4:26,69  | 8.       | 27.      |          |          |          | kiesett | kiesett  |
| Kiss Dóra                                                                  | 400 m vegyes     | 5:03,73  | 7.       | 19.      |          |          |          | kiesett | kiesett  |
| Kovács Krisztina                                                           | 50 m mell        | 32,22    | 1.       | 14.      | 32,24    | 8.       | 16.      | kiesett | kiesett  |
| Kovács Krisztina                                                           | 100 m mell       | 1:11,83  | 5.       | 30.      | kiesett  | kiesett  | kiesett  | kiesett | kiesett  |
| Kovács Réka                                                                | 200 m mell       | 2:37,35  | 5.       | 28.      | kiesett  | kiesett  | kiesett  | kiesett | kiesett  |
| Kovács Réka                                                                | 200 m vegyes     | 2:20,45  | 6.       | 26.      | kiesett  | kiesett  | kiesett  | kiesett | kiesett  |
| Kovács Réka                                                                | 400 m vegyes     | 5:01,26  | 6.       | 18.      |          |          |          | kiesett | kiesett  |
| Lábdy Alexandra                                                            | 50 m hát         | 30,35    | 7.       | 32.      | kiesett  | kiesett  | kiesett  | kiesett | kiesett  |
| Lengyel Anna                                                               | 400 m gyors      | 4:23,91  | 5.       | 25.      |          |          |          | kiesett | kiesett  |
| Lengyel Anna                                                               | 200 m pillangó   | 2:16,75  | 3.       | 23.      | kiesett  | kiesett  | kiesett  | kiesett | kiesett  |
| Molnár Anita                                                               | 200 m hát        | 2:23,70  | 3.       | 35.      | kiesett  | kiesett  | kiesett  | kiesett | kiesett  |
| Mór-Baranyai Erika                                                         | 50 m gyors       | 26,41    | 1.       | 33.      | kiesett  | kiesett  | kiesett  | kiesett | kiesett  |
| Mutina Ágnes                                                               | 100 m gyors      | 55,55    | 5.       | 15.      | 55,47    | 7.       | 13.      | kiesett | kiesett  |
| Mutina Ágnes                                                               | 200 m gyors      | 2:00,43  | 1.       | 9.       | 1:57,19  | 2.       | 2.       | 1:57,12 |          |
| Mutina Ágnes                                                               | 400 m gyors      | 4:15,01  | 5.       | 15.      |          |          |          | kiesett | kiesett  |
| Nagy Réka                                                                  | 200 m hát        | 2:17,65  | 3.       | 26.      | kiesett  | kiesett  | kiesett  | kiesett | kiesett  |
| Németh Viktória                                                            | 50 m gyors       | 26,74    | 3.       | 41.      | kiesett  | kiesett  | kiesett  | kiesett | kiesett  |
| Pecz Réka                                                                  | 100 m mell       | 1:13,54  | 2.       | 38.      | kiesett  | kiesett  | kiesett  | kiesett | kiesett  |
| Povázsay Eszter                                                            | 50 m hát         | 30,30    | 6.       | 31.      | kiesett  | kiesett  | kiesett  | kiesett | kiesett  |
| Povázsay Eszter                                                            | 100 m hát        | 1:03,38  | 3.       | 24.      | kiesett  | kiesett  | kiesett  | kiesett | kiesett  |
| Povázsay Eszter                                                            | 200 m hát        | 2:17,19  | 2.       | 24.      | kiesett  | kiesett  | kiesett  | kiesett | kiesett  |
| Szekeres Dorina                                                            | 50 m hát         | 30,12    | 1.       | 27.      | kiesett  | kiesett  | kiesett  | kiesett | kiesett  |
| Szekeres Dorina                                                            | 100 m hát        | 1:04,29  | 7.       | 33.      | kiesett  | kiesett  | kiesett  | kiesett | kiesett  |
| Szekeres Dorina                                                            | 200 m hát        | 2:14,70  | 7.       | 16.      | 2:14,11  | 8.       | 15.      | kiesett | kiesett  |
| Tompa Orsolya                                                              | 50 m gyors       | 26,82    | 6.       | 43.      | kiesett  | kiesett  | kiesett  | kiesett | kiesett  |
| Tompa Orsolya                                                              | 50 m pillangó    | 27,97    | 8.       | 26.      | kiesett  | kiesett  | kiesett  | kiesett | kiesett  |
| Tompa Orsolya                                                              | 100 m pillangó   | 1:00,50  | 8.       | 20.      | kiesett  | kiesett  | kiesett  | kiesett | kiesett  |
| Verrasztó Evelyn                                                           | 100 m gyors      | 54,70    | 2.       | 5.       | 54,29    | 2.       | 5.       | 54,33   | 5.       |
| Verrasztó Evelyn                                                           | 200 m gyors      | 1:59,54  | 4.       | 5.       | 1:58,07  | 3.       | 4.       | 1:57,90 | 5.       |
| Verrasztó Evelyn                                                           | 200 m vegyes     | 2:11,94  | 1.       | 1.       | 2:11,86  | 2.       | 3.       | 2:10,10 |          |
| Zombai Annamária                                                           | 200 m gyors      | 2:05,40  | 3.       | 33.      | kiesett  | kiesett  | kiesett  | kiesett | kiesett  |
| Verrasztó Evelyn Mutina Ágnes Dara Eszter Hosszú Katinka (Fehérvári Júlia) | 4 × 100 m gyors  | 3:41,98  | 1.       | 5.       |          |          |          | 3:38,98 | 4.       |
| Mutina Ágnes Dara Eszter Hosszú Katinka Verrasztó Evelyn                   | 4 × 200 m gyors  |          |          |          |          |          |          | 7:52,49 |          |
| Dara Eszter Kovács Krisztina Tompa Orsolya Verrasztó Evelyn                | 4 × 100 m vegyes | 4:09,78  | 2.       | 9.       |          |          |          | kiesett | kiesett  |

## Nyílt vízi úszás
Férfi
| Versenyző      | Versenyszám | Idő       | Helyezés |
| -------------- | ----------- | --------- | -------- |
| Batházi István | 5 km        | 1:06:39,9 | 31.      |
| Gercsák Csaba  | 10 km       | 1:56:33,1 | 26.      |
| Kutasi Gergely | 10 km       | 2:01:13,3 | 34.      |

Női
| Versenyző       | Versenyszám | Idő       | Helyezés |
| --------------- | ----------- | --------- | -------- |
| Balogh Vanessa  | 5 km        | 1:08:11,1 | 17.      |
| Csajági Tímea   | 5 km        | 1:09:42,2 | 19.      |
| Prohászka Ágnes | 5 km        | 1:10:19,9 | 21.      |
| Prohászka Ágnes | 10 km       | 2:16:28,2 | 26.      |
| Risztov Éva     | 10 km       | 2:01:16,2 | 7.       |

## Műugrás
Férfi
| Versenyző     | Versenyszám | Selejtező | Selejtező | Döntő   | Döntő    |
| Versenyző     | Versenyszám | Pont      | Hely.     | Pont    | Helyezés |
| ------------- | ----------- | --------- | --------- | ------- | -------- |
| Hajnal András | 1 m műugrás | 315,00    | 16.       | kiesett | kiesett  |
| Hajnal András | 10 m torony | 374,60    | 13.       | 370,60  | 11.      |
| Kelemen Tamás | 1 m műugrás | 280,40    | 26.       | kiesett | kiesett  |
| Kelemen Tamás | 3 m műugrás | 285,15    | 30.       | kiesett | kiesett  |
| Turi Marcell  | 3 m műugrás | 309,45    | 27.       | kiesett | kiesett  |

Női
| Versenyző                     | Versenyszám   | Selejtező | Selejtező | Döntő   | Döntő    |
| Versenyző                     | Versenyszám   | Pont      | Hely.     | Pont    | Helyezés |
| ----------------------------- | ------------- | --------- | --------- | ------- | -------- |
| Barta Nóra                    | 1 m műugrás   | 256,90    | 8.        | 254,25  | 9.       |
| Barta Nóra                    | 3 m műugrás   | 277,00    | 6.        | 291,75  |          |
| Gondos Flóra                  | 3 m műugrás   | 261,80    | 11.       | 261,25  | 7.       |
| Kormos Villő                  | 1m műugrás    | 227,15    | 16.       | kiesett | kiesett  |
| Kormos Villő                  | 10 m torony   | 268,95    | 13.       | kiesett | kiesett  |
| Mátyás Melinda                | 10 m torony   | 254,80    | 15.       | kiesett | kiesett  |
| Reisinger Zsófia Gondos Flóra | 3 m szinkron  | 254,67    | 7.        | 268,11  | 6.       |
| Kormos Villő Reisinger Zsófia | 10 m szinkron | 277,17    | 6.        | 277,74  | 6.       |

## Szinkronúszás
| Versenyző | Versenyszám | Technikai | Technikai | Szabad | Szabad | Selejtező | Selejtező | Döntő   | Döntő   |
| Versenyző | Versenyszám | Pont      | Hely      | Pont   | Hely   | Pont      | Hely      | Pont    | Hely    |
| --- | ----------- | --------- | --------- | ------ | ------ | --------- | --------- | ------- | ------- |
| Radványi Dóra | Egyéni      | 37,950    | 11.       | 38,500 | 11.    | 76,450    | 11.       | 77,500  | 11.     |
| Kovács Dorottya Stumpf Kata | Páros       | 39,400    | 13.       | 39,050 | 14.    | 78,450    | 13.       | kiesett | kiesett |
| Fazekas Eperke Győri Júlia Hajas Regina Kiss Júlia Kovács Dorottya Radványi Dóra Rózsa Szandra Stumpf Kata Kovács Zsuzsanna Nagy Natália    | Csapat      | 39,000    | 9.        | 39,450 | 9.     | 78,450    | 9.        | 79,300  | 9.      |
| Bordács Bianka Csatlós Flóra Fazekas Eperke Győri Júlia Kiss Júlia Kovács Dorottya Kovács Zsuzsanna Rózsa Szandra Radványi Dóra Stumpf Kata | Kombináció  |           |           |        |        |           |           | 79,600  | 9.      |